# Allochrostes
Allochrostes là một chi bướm đêm thuộc họ Geometridae.